# Lek (album)
Lek – debiutancki album Łódzkiego zespołu Thinkadelic, wydany w 1998 roku.
W 1998 roku album uzyskał nominację do nagrody polskiego przemysłu fonograficznego Fryderyka w kategorii „najlepszy album rap/hip-hop”.
Pochodzący z albumu utwór pt. „To nie jest takie łatwe” znalazł się na liście „120 najważniejszych polskich utworów hip-hopowych” według serwisu T-Mobile Music.

## Lista utworów
1. „Introdux”
2. „Wyżej i wyżej”
3. „Zdobycz”
4. „Niby znawca niby pro”
5. „T.A.”
6. „To T.A.”
7. „O zachowaniach... (1)”
8. „Obiecana ziemia”
9. „To nie jest takie łatwe”
10. „Na imię”
11. „O-lalala”
12. „Zdobycz” (remix)
13. „Kierunek”
14. „Jesteś lekiem na cale zło”
15. „Niepewny”
16. „Hip H.O.P.”
17. „O zachowaniach...” (2)
18. „Ja jadę” (gościnnie: Kaliber 44)
19. „Choroba chloru”
20. „Piątek albo sobota”
21. „Senior”
22. „Więcej eMC’s”
23. „Where you're at” (gościnnie: P'AM)